# Seznam guvernerjev Marylanda
Seznam guvernerjev Marylanda.

## Kolonialna doba

### Proprietarni guvernerji
1. Leonard Calvert, 1634–1647
2. Thomas Greene, 1647–1649
3. William Stone, 1649–1655
4. Josias Fendall, 1656–1660
5. Phillip Calvert, 1660
6. Charles Calvert, 1661–1675
7. Jesse Wharton, 1675–1680
8. William Joseph, 1680–1689

### Seznam protestantskih zveznikov
1. John Coode, 1689–1690
2. Nehemiah Blakiston, 1691–1692

### Kraljevi guvernerji
1. Sir Lionel Copley, 1692–1693
2. Sir Thomas Lawrence, 1693–1694
3. Sir Edmund Andros, 1693
4. Colonel Nicholas Greenberry, 1693–1694
5. Sir Edmund Andros, 1694
6. Sir Thomas Lawrence, 1694
7. Sir Francis Nicholson, 1694–1699
8. Colonel Nathaniel Blakiston, 1699–1702
9. Thomas Tench, 1702–1704
10. Colonel John Seymour, 1704–1709
11. Major General Edward Lloyd, 1709–1714
12. John Hart, 1714–1715

### Guvernerji obnovljene začasne vlade
1. John Hart, 1715 - 1720
2. Thomas Brooke, 1720
3. Charles Calvert, 1721 - 1727
4. Benedict Leonard Calvert, 1727 - 1731
5. Samuel Ogle, 1731 - 1732
6. Charles Calvert, 1732 - 1733
7. Samuel Ogle, 1733 - 1742
8. Thomas Bladen, 1742 - 1746/47
9. Samuel Ogle, 1746/47 - 1752
10. Benjamin Tasker, 1752 - 1753
11. Horatio Sharpe, 1753 - 1769
12. Robert Eden, 1769 - 1776

## Guvernerji države

### Guvernerji, izvoljeni v skladu zustavo Marylanda iz leta 1776
1. Thomas Johnson 1777-1779
2. Thomas Sim Lee 1779-1782
3. William Paca 1782-1785
4. William Smallwood 1785-1788
5. John Eager Howard 1788-1791
6. George Plater 1791-1792
7. James Brice 1792-1792
8. Thomas Sim Lee 1792-1794
9. John Hoskins Stone 1794-1797
10. John Henry 1797-1798
11. Benjamin Ogle 1798-1801
12. John Francis Mercer 1801-1803
13. Robert Bowie 1803-1806
14. Robert Wright 1806-1809
15. James Butcher 1809-1809
16. Edward Lloyd 1809-1811
17. Robert Bowie 1811-1812
18. Levin Winder 1812-1816
19. Charles Carnan Ridgely 1816-1819
20. Charles Goldsborough 1819
21. Samuel Sprigg 1819-1822
22. Samuel Stevens mlajši 1822-1826
23. Joseph Kent 1826-1829
24. Daniel Martin 1829-1830
25. Thomas King Carroll 1830-1831
26. Daniel Martin 1831-1831
27. George Howard 1831-1833
28. James Thomas 1833-1836
29. Thomas W. Veazey 1836-1839

### Guvernerji, izvoljeni od ljudstva v skladu z novelami ustave leta 1838
| # | Ime               | Stranka  | Mandat    |
| - | ----------------- | -------- | --------- |
| 1 | William Grason    | Demokrat | 1839–1841 |
| 2 | Francis Thomas    | Demokrat | 1841–1845 |
| 3 | Thomas G. Pratt   | Whig     | 1845–1848 |
| 4 | Phillip F. Thomas | Demokrat | 1848–1851 |
| 5 | Enoch Louis Lowe  | Demokrat | 1851–1854 |

### Guvernerji, izvoljeni od ljudstva v skladu zustanovo Marylanda iz leta 1851
| # | Ime               | Stranka                        | Mandat    |
| - | ----------------- | ------------------------------ | --------- |
| 1 | Thomas W. Ligon   | Demokrat                       | 1854–1858 |
| 2 | Thomas H. Hicks   | Demokrat; pozneje republikanec | 1858–1862 |
| 3 | Augustus Bradford | Unionist                       | 1862–1866 |

### Guvernerji, izvoljeni od ljudstva v skladu zustanovo Marylanda iz leta 1864
| # | Ime          | Stranka  | Mandat    |
| - | ------------ | -------- | --------- |
| 1 | Thomas Swann | Demokrat | 1866–1869 |

### Guvernerji, izvoljeni od ljudstva v skladu zustanovo Marylanda iz leta 1867
| #  | Ime                         | Stranka      | Mandat     |
| -- | --------------------------- | ------------ | ---------- |
| 1  | Oden Bowie                  | Demokrat     | 1869–1872  |
| 2  | William Pinkney Whyte       | Demokrat     | 1872–1874  |
| 3  | James B. Groome             | Demokrat     | 1874–1876  |
| 4  | John Lee Carroll            | Demokrat     | 1876–1880  |
| 5  | William T. Hamilton         | Demokrat     | 1880–1884  |
| 6  | Robert Milligan McLane      | Demokrat     | 1884–1885  |
| 7  | Henry Lloyd                 | Demokrat     | 1885–1888  |
| 8  | Elihu Emory Jackson         | Demokrat     | 1888–1892  |
| 9  | Frank Brown                 | Demokrat     | 1882–1896  |
| 10 | Lloyd Lowndes mlajši        | Republikanec | 1896–1900  |
| 11 | John Walter Smith           | Demokrat     | 1900–1904  |
| 12 | Edwin Warfield              | Demokrat     | 1904–1908  |
| 13 | Austin Lane Crothers        | Demokrat     | 1908–1912  |
| 14 | Phillips Lee Goldsborough   | Republikanec | 1912–1916  |
| 15 | Emerson C. Harrington       | Demokrat     | 1916–1920  |
| 16 | Albert C. Ritchie           | Demokrat     | 1920–1935  |
| 17 | Harry W. Nice               | Republikanec | 1935–1939  |
| 18 | Herbert R. O'Conor          | Demokrat     | 1939–1947  |
| 19 | William Preston Lane mlajši | Demokrat     | 1947–1951  |
| 20 | Theodore R. McKeldin        | Republikanec | 1951–1959  |
| 21 | J. Millard Tawes            | Demokrat     | 1959–1967  |
| 22 | Spiro Agnew                 | Republikanec | 1967–1969  |
| 23 | Marvin Mandel1              | Demokrat     | 1969–1979  |
| 24 | Blair Lee III.1             | Demokrat     | 1977–1979  |
| 25 | Harry R. Hughes             | Demokrat     | 1979–1987  |
| 26 | William Donald Schaefer     | Demokrat     | 1987–1995  |
| 27 | Parris N. Glendening        | Demokrat     | 1995–2003  |
| 28 | Robert L. Ehrlich           | Republikanec | 2003–danes |

1. Lee je služil kot v.d. od 1977 do 1979, potem ko je Mandel odstopil. 